# Дугонич, Ратомир
Ратомир Дугонич (босн. Ratomir Dugonjić, 10 января 1916, Требине, Австро-Венгрия — 27 июня 1987, Сараево, СРБГ, Югославия) — югославский боснийский государственный деятель, юрист, участник национального освободительного движения, председатель Народной Скупщины (1963—1967) и председатель Президиума Боснии и Герцеговины (1974—1978).

## Ранние годы
Начальную школу окончил в родном городе, среднюю школу заканчивал в Сараево, затем изучал юриспруденцию на юридическом факультете Белградского университета. В средней школе увлекся революционными идеями, а во время обучения в Белграде стал одним из активнейших членов революционного студенческого движения, который находился по влиянием нелегального Союза коммунистов Югославии, в 1937 году принят в ряды этого союза.

## Политическая карьера
В качестве члена партии принял активное участие в политической деятельности и организационного реформирования Союза коммунистической молодёжи Югославии совместно с Иво Рибаром во время Диктатуры 6 января. Дугонич активно занимался футболом и выступал за клубы «Славия (Сараево)» и «Саксония», в связи с этим много ездил по крупным городам, таким как Белград, Сплит, Любляна, Загреб, Осиек и Скопье используя эти поездки для перевозки нелегальных партийных материалов, его контактами были Иван Милутинович в Загребе и Светозар Вукманович в Белграде. В 1939 году была создана молодёжная организация Коммунистической партии Югославии в Боснии и Герцоговине, по приглашению Иво Рибара Ратомир становится членом этой организации. Его политическая работа была замечена полицией и до войны он был арестован и на некоторое время он провел в заключении в Сараево.
В начале войны становится комиссаром в партизанском отряде. В 1943 году после смерти Рибара становится политическим секретарём центрального комитета Коммунистической молодёжной лиги, также являлся членом Антифашистского вече народного освобождения Югославии и Земельного антифашистского вече народного освобождения Боснии и Герцеговины.
После войны Дугонич работал послом Югославии в ПНР и Объединенной Арабской Республике. В 1963 году становится Председателем Народной Скупщины Республики Боснии и Герцеговины.
Умер 27 июня 1987 года в Сараево.
Внук — историк-анархист Андрей Грубачич.

## Примечание
1. ↑  Dugonjić Ilije Ratomir Rato Архивная копия от 11 ноября 2016 на Wayback Machine (босн.)
2. ↑  Sarajevo: Obilježena stota godišnjica rođenja Ratomira (Rate) Dugonjića Архивная копия от 26 января 2016 на Wayback Machine (босн.)